# Loxaulax
Loxaulax ('schuine groef' uit het Oudgrieks λοξός (loxós), 'schuin, kruiselings' + αὖλαξ (aûlax), 'voor, groef') is een geslacht van uitgestorven zoogdieren uit het Vroeg-Krijt van Zuid-Engeland. Het was een lid van de eveneens uitgestorven orde Multituberculata en leefde naast de dinosauriërs. Het ligt binnen de onderorde Plagiaulacida en de familie Eobaataridae.
Het geslacht Loxaulax werd in 1928 benoemd door George Gaylord Simpson op basis van de typesoort Dipriodon valdensis Woodward, 1911. De soortaanduiding verwijst naar de Wealden.
Fossiele overblijfselen van de soort Loxaulax valdensis bestaan uit een tand, een onderste linkerkies, holotype BMNH M10480, gevonden in lagen van het Valanginien (Vroeg-Krijt) die behoren tot de Wadhurst Clayformatie van het Cliff End beenderbed in Hastings, Engeland. Meer recentelijk vermeldden Butler en Ford dat Clemens in 1963 enkele zoogdiertanden uit de Isle of Wight Wealden-groep van de Wessexformatie meldde. Ze identificeerden een van de tanden als behorend tot de multituberculaat Loxaulax, maar waren niet zeker van de andere. Andere IoW Wealden zoogdiertanden zijn sindsdien gevonden, maar moeten nog worden beschreven, althans dat meldt Darren Naish.
Vertegenwoordigers van het Isle of Wight Museum zeggen dat er op één fossielenlocatie wordt gezeefd. Dit suggereert dat nieuwe zoogdiervondsten niet onwaarschijnlijk zijn.
Fossiele overblijfselen die wel in een Loxaulax herreroi zijn geplaatst, werden gevonden in de Camarillasformatie uit het Barremien van Galve, Spanje. Ze werden in 1966 benoemd als Parendotherium herreroi.